# 固体流态化
固体流态化也叫流体化，可以强化流体和固体之间的相互作用，或使固体颗粒像流体一样用管道输送。如果是使流体从垂直容器底部冲入，上部连续加入固体颗粒，固体颗粒悬浮运动像沸腾的液体叫做“沸腾床”，可以大大强化流体和固体颗粒之间的作用，同时使生产连续化，被广泛应用于化工生产。如流体和固体混合，可以像流体一样用管道输送，一般应用于煤的运输或垃圾运输气泵。